# Usedom (ciudad)
Usedom (pronunciación en alemán: /ˈuːzədɔm/ⓘ) es un municipio situado en el distrito de Pomerania Occidental-Greifswald, en el estado federado de Mecklemburgo-Pomerania Occidental (Alemania), a una altitud de 0 metros. Su población a finales de 2016 era de 1800 habs. y su densidad poblacional, 47 hab/km².
Se encuentra ubicado en la isla homónima.